# 望月長孝
望月 長孝（もちづき ちょうこう）は、江戸時代の俳諧師、歌人。山城国生まれ。信濃源氏、名は兼友、通称は四郎右衛門、号は重公・長好・長孝・小狭野屋・水蛙、法号は道空長孝。

## 人物
祖父は室町に住んで絹布を扱った人物だが、父母の名は不明。13歳で松永貞徳門に入り、『手爾葉大概抄之抄』を付与される。俳諧は松江重頼に学び、長好と名乗る。22歳で望月四郎右衛門重公として定家幽斎追善歌会に出詠、27歳で貞徳から古今伝授を受ける。29歳で木下長嘯子から『百人一首口決抄』を付与された。40歳で夫婦ともに出家し広沢池の草庵に隠居、飛鳥井雅章によって草庵が小狭野屋と名付けられる。48歳で藤江維松に、55歳で平間長雅に古今伝授を始め、58歳で鍋島直條に『制嫌之詞口授秘伝』を付与する。60歳で長孝と改名した。 

## 著作
注釈
- 『古今集両度聞書註』（書き入れ部分のみ）
- 『古今仰恋』[2]
- 『堀川院艶書合註』

家集
- 『長好師家集』
- 『広沢輯藻』
- 『桂雲集類題』